# Salamina (Caldas)

Localização de Salamina no departamento de Caldas.

Salamina é um município localizado no departamento colombiano de Caldas.